# Pamela Agostinelli
Pamela Agostinelli (3 de septiembre de 1975) es una deportista italiana que compitió en taekwondo. Ganó una medalla de bronce en el Campeonato Mundial de Taekwondo de 2001 y dos medallas en el Campeonato Europeo de Taekwondo, plata en 2002 y bronce en 1998.

## Palmarés internacional
| Campeonato Mundial | Campeonato Mundial       | Campeonato Mundial | Campeonato Mundial |
| Año                | Lugar                    | Medalla            | Categoría          |
| ------------------ | ------------------------ | ------------------ | ------------------ |
| 2001               | Jeju (Corea del Sur)     | Medalla de bronce  | –55 kg             |
| Campeonato Europeo |                          |                    |                    |
| Año                | Lugar                    | Medalla            | Categoría          |
| 1998               | Eindhoven (Países Bajos) | Medalla de bronce  | –55 kg             |
| 2002               | Samsun (Turquía)         | Medalla de plata   | –55 kg             |